# Javon Freeman-Liberty
Javon Freeman-Liberty, né le 20 octobre 1999 à Chicago dans l'Illinois, est un joueur américain de basket-ball évoluant aux postes de meneur et arrière. Il mesure 1,90 m.

## Biographie

### NBA
Il n'est pas sélectionné lors de la draft 2022. En juillet 2023, il signe un contrat two-way avec les Raptors de Toronto. En mars 2024, son contrat two-way est converti en un contrat standard jusqu'à la fin de saison.

## Statistiques

### Universitaires
Les statistiques de Javon Freeman-Liberty en matchs universitaires sont les suivantes :
| Saison    | Équipe     | Matchs | Titul. | Min./m | % Tir | % 3pts | % LF | Rbds/m. | Pass/m. | Int/m. | Ctr/m. | Pts/m. |
| --------- | ---------- | ------ | ------ | ------ | ----- | ------ | ---- | ------- | ------- | ------ | ------ | ------ |
| 2018-2019 | Valparaiso | 33     | 33     | 31.3   | .452  | .289   | .693 | 4.3     | 2.0     | 1.8    | .4     | 11.0   |
| 2019-2020 | Valparaiso | 33     | 33     | 33.2   | .436  | .287   | .750 | 6.1     | 3.2     | 2.2    | .3     | 19.0   |
| 2020-2021 | DePaul     | 14     | 14     | 31.9   | .427  | .293   | .740 | 5.3     | 2.6     | 1.5    | .1     | 14.4   |
| 2021-2022 | DePaul     | 24     | 24     | 34.9   | .430  | .368   | .739 | 7.3     | 3.2     | 1.7    | .1     | 21.7   |
| Carrière  | Carrière   | 104    | 104    | 32.8   | .437  | .312   | .733 | 5.7     | 2.7     | 1.9    | .2     | 16.5   |

## Palmarès et distinctions
- First-team All-MVC (2020)
- Second-team All-Big East (2022)
- 2× MVC All-Defensive Team (2020, 2021)
- MVC Most-Improved Team (2020)
- MVC All-Freshman Team (2019)